# Lijst van Stolpersteine in Twenterand
De Lijst van Stolpersteine in Twenterand geeft een overzicht van de Stolpersteine in de gemeente Twenterand in de Nederlandse provincie Overijssel die zijn geplaatst in het kader van het Stolpersteine-project van de Duitse beeldhouwer-kunstenaar Gunter Demnig.
Stolpersteine zijn opgedragen aan slachtoffers van het nationaalsocialisme, al diegenen die zijn vervolgd, gedeporteerd, vermoord, gedwongen te emigreren of tot zelfmoord gedreven door het nazi-regime. Demnig legt voor elk slachtoffer een aparte steen, meestal voor de laatste zelfgekozen woning.
Omdat het Stolpersteine-project doorloopt, kan deze lijst onvolledig zijn.

## Stolpersteine
In de gemeente Twenterand liggen negen Stolpersteine: vijf in Den Ham en vier in Vriezenveen.

### Den Ham
In Den Ham liggen vijf Stolpersteine op een adres.
| Afbeelding | Inscriptie                                                                                                 | Adres         | Herdachte persoon                   |
| ---------- | --- | ------------- | ----------------------------------- |
|            | HIER WOONDE GOMPERT SCHLOSSER GEB. 1931 GEDEPORTEERD 1943 UIT WESTERBORK VERMOORD 20.3.1943 SOBIBOR        | Daarleseweg 6 | Gompert Schlosser (1931–1943)       |
|            | HIER WOONDE LEVIE SCHLOSSER GEB. 1867 GEDEPORTEERD 1943 UIT WESTERBORK VERMOORD 20.3.1943 SOBIBOR          | Daarleseweg 6 | Levie Schlosser (1867–1943)         |
|            | HIER WOONDE MIECHEL SCHLOSSER GEB. 1918 GEDEPORTEERD 1943 UIT WESTERBORK VERMOORD 20.3.1943 SOBIBOR        | Daarleseweg 6 | Miechel Schlosser (1918–1943)       |
|            | HIER WOONDE SIMON SCHLOSSER GEB. 1885 GEDEPORTEERD 1943 UIT WESTERBORK VERMOORD 20.3.1943 SOBIBOR          | Daarleseweg 6 | Simon Schlosser (1885–1943)         |
|            | HIER WOONDE JUDIC SCHLOSSER- VAN DAM GEB. 1886 GEDEPORTEERD 1943 UIT WESTERBORK VERMOORD 20.3.1943 SOBIBOR | Daarleseweg 6 | Judic Schlosser-van Dam (1886–1943) |

### Vriezenveen
In Vriezenveen liggen vier Stolpersteine op twee adressen.
| Afbeelding | Inscriptie | Adres         | Herdachte persoon                           |
| ---------- | --- | ------------- | ------------------------------------------- |
|            | HIER WOONDE JULIUS GESINUS DE HAAS GEB. 1883 GEDEPORTEERD 1942 UIT WESTERBORK VERMOORD 7.12.1942 AUSCHWITZ          | Westeinde 73  | Julius Gesinus de Haas (1883-1942)          |
|            | HIER WOONDE BETJE DE HAAS-COHEN GEB. 1893 GEDEPORTEERD 1942 UIT WESTERBORK VERMOORD 7.12.1942 AUSCHWITZ             | Westeinde 73  | Betje de Haas-Cohen (1893-1942)             |
|            | HIER WOONDE KOOPMAN (KAREL) SCHAAP GEB. 1882 GEDEPORTEERD 1942 UIT WESTERBORK VERMOORD 22.10.1942 AUSCHWITZ         | Westeinde 264 | Koopman Schaap (1882-1942)                  |
|            | HIER WOONDE JULIETTE ANNA SCHAAP-SALOMONSON GEB. 1892 GEDEPORTEERD 1942 UIT WESTERBORK VERMOORD 25.1.1943 AUSCHWITZ | Westeinde 264 | Juliette Anna Schaap-Salomonson (1892-1943) |

## Data van plaatsingen
- 6 december 2016